# Локвени
Локвени (мкд. Локвени) су насеље у Северној Македонији, у средишњем делу државе. Локвени припадају општини Дољнени.

## Географија
Насеље Локвени је смештено у средишњем делу Северне Македоније. Од најближег већег града, Прилепа, насеље је удаљено 30 km западно.
Рељеф: Локвени се налазе у северозападном делу Пелагоније, највеће висоравни Северне Македоније. Насељски атар је махом равничарски, без већих водотока, док се северозападно од насеља издиже Бушева планина. Надморска висина насеља је приближно 630 метара.
Клима у насељу је континентална.

## Становништво
По попису становништва из 2002. године, Локвени су имали 178 становника.
Претежно становништво у насељу су Албанци (80%), а мањина су етнички Македонци (16%).
Већинска вероисповест у насељу је ислам, а мањинска православље.